# نيقولاي ليونوف
نيقولاي ليونوف (بالروسية: Леонов, Николай Сергеевич)‏ هو دبلوماسي وسياسي روسي، ولد في 22 أغسطس 1928. حزبياً، نشط في الحزب الشيوعي السوفيتي. وقد انتخب عضو مجلس الدوما.